# Mortierbom

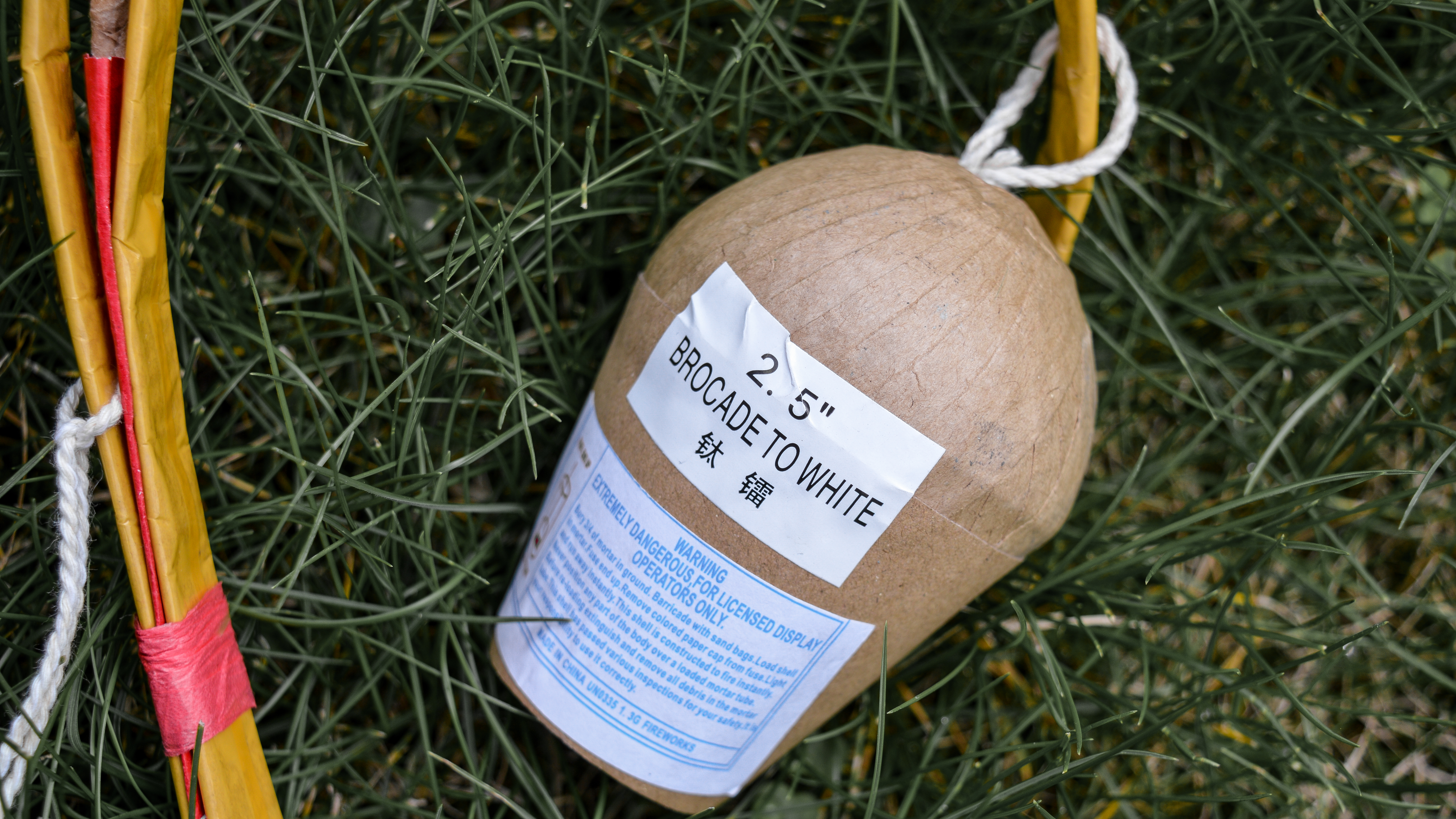
2,5 inch-mortierbom van triplex

Mortierbommen behoren tot het zwaarste soort vuurwerk. In veel landen, waaronder Nederland, Duitsland en België, gelden ze als professioneel vuurwerk, en worden ze niet aan particulieren verkocht.

## Uiterlijk
Mortierbommen hebben doorgaans een ronde of cilindrische vorm. De diameter wordt meestal uitgedrukt in inch, en als maataanduiding gebruikt. Een veelvoorkomende misvatting is dat de Mortierbom een mortier is. De buis waarmee de mortierbom wordt afgeschoten is echter het mortier, de mortierbom is de lading. Onder dezelfde naam wordt een kleine variant voor particulieren aangeboden, waarbij de mortierbommen in cakes verwerkt worden.

## Werking

### Mortier
Het mortier is een buis met een lengte van een meter of meer, afhankelijk van de diameter van de mortierbom. De buis is meestal gemaakt van glasvezelversterkte kunststof, meerlaags karton of HDPE. Onderin is deze afgesloten met een eindstop van hetzelfde materiaal.

### Afschieten
De mortierbom wordt onder in de buis geplaatst boven op een lading kruit, de zogenaamde stijglading. Deze lading is met een lont via de bovenkant van de buis vastgemaakt aan een elektrische ontsteking of een traag brandend lont. Nadat de lont is aangestoken ontbrandt de stijglading, waardoor de mortierbom door de uitzettende gassen met grote snelheid de buis verlaat.

### Effectlading
De ontbranding van de stijglading steekt de vertragingslont van de mortierbom aan, zodat de effectlading korte tijd later ontbrandt en te zien en horen is.

## Soorten mortierbommen

### Cilindrische mortierbommen
De sterren worden binnen de mortierbommen in één vlak rondom geplaatst, anders dan bij de normale mortierbommen waar de sterren door de gehele bol worden geplaatst. Hierdoor ontstaat een 'plat' effect. Cilindrische mortierbommen zijn over het algemeen gemakkelijker te maken en hebben soms iets meer kruit dan normale mortierbommen. De lengtes van cilindrische mortierbommen kunnen variëren van 5 cm tot 1,7 m en zelfs langer. Cilindrische mortierbommen worden vooral gebruikt in Europa, voornamelijk in Spanje, Italië en Malta. Bij cilindrische mortierbommen is het gemakkelijker meerdere fases aan te brengen (meerslagen), die na elkaar ontploffen.

### Meerslagsmortierbommen of meerslagen
Meerslagsmortierbommen hebben meerdere ladingen die tegelijk of na elkaar in fases afgaan. Meerslagen worden meestal verwerkt in cilindrische mortierbommen. De mortierbom heeft binnenin een zeer snel brandend lont, een zogenaamde schietlont, dat met enkele meters per seconde opbrandt. Soms heeft een meerslagsmortierbom een eindschot, een extra harde knal aan het eind.

### Salutemortieren of saluten
Salutes zijn mortieren van gevarenklasse 1.1, en hebben als enige effect een knal. Onder de noemer salute zijn nog verschillende ondersoorten te benoemen:
- Donker salute: dit soort is zeer krachtig en bestaat alleen uit flitspoeder (een mengsel van een sterke oxidator en een heel fijn metaalpoeder). Het beoogde effect van deze mortierbommen bestaat veelal alleen uit een zeer harde knal met een sterke maar korte lichtflits.
- Titanium salute: dit is als een donker salute, maar er is titaanpoeder aan toegevoegd. Hierdoor ontstaan bij de explosie niet alleen een sterke flits, maar ook felle witte vonken die een deel van een seconde langer actief blijven dan de enkele flits van een donker salute.

### Pindamortieren
Bij een pindamortier zijn twee of drie ronde mortierbommen boven elkaar geplaatst zodat de bom lijkt op een doppinda. De mortierbommen gaan na elkaar in de lucht af. Bij elke explosie worden de andere mortierbommen weggeslingerd waardoor het lijkt of men meerdere mortierbommen na elkaar heeft afgeschoten.

### Enkelschot
Een enkelschot is een klein legaal voorgemonteerd mortiertje met een bombette erin. Het buisje is meestal van dik karton en het mortiertje bevat ongeveer 1 à 2 gram flitskruit. 